# 舟坪駅
舟坪駅（チュピョンえき）は、大韓民国慶尚北道聞慶市にある韓国鉄道公社の駅である。

## 利用可能な路線
- 韓国鉄道公社
  - 聞慶線

## 歴史
- 1956年1月11日 - 普通駅として開業[1]。
- 1995年12月1日 - 旅客営業休止。
- 2018年4月30日 - 貨物営業休止。

## 隣の駅
韓国鉄道公社
聞慶線
店村駅 - 舟坪駅 - 鎮南駅